# Klaus Lenz
Pour les articles homonymes, voir Lenz.
Klaus Lenz (né le 22 mars 1940 à Berlin) est un musicien, chef d'orchestre et compositeur allemand de jazz, notamment dans le style du jazz moderne. Il vit en République démocratique allemande jusqu'en 1977 et est considéré comme le maître de la scène jazz de la RDA.

## Biographie
Klaus Lenz joue de la trompette lorsqu'il est enfant. De 1956 à 1958, il est élève de l'école de musique de Berlin puis du Conservatoire. Sa carrière musicale débute en 1958 dans l'orchestre d'Eberhard Weise à Görlitz. En 1960, il rejoint le Tanz- und Schauorchester Max Reichelt.
Un an plus tard, Lenz fonde son premier groupe, le Quintet 61, orienté vers le hard bop, qui n'utilise pas de piano. Dans ce groupe, Udo Reichel (batterie), Hermann Anders (de) ou Peter Baptist (trombone), Heinz Schröter (saxophone ténor) et Gerd Lübke (basse) jouent à ses côtés. En 1962, lorsque le pianiste Armin Baptist rejoint le groupe, le groupe s'agrandit pour devenir le Klaus-Lenz-Sextett. Horst Krüger reprend la basse et un peu plus tard, Günter "Baby" Sommer passe à la batterie. En 1965, Lenz fonde un nouveau sextet, dont la composition change jusqu'en 1969. Ses membres sont Günther Fischer (saxophone ténor et alto), Henning Protzmann (basse), Reinhard Lakomy et Ulrich "Uli" Gumpert (piano).
Entre 1963 et 1968, Lenz réunit pendant une courte période les meilleurs musiciens de jazz de la RDA dans son Klaus-Lenz-Bigband avec d'abord des collègus de l'orchestre d'Eberhard Weise. Les différentes formations de son big band comprennent Ernst-Ludwig Petrowsky (de) (saxophone alto et ténor), Klaus Smesny (saxophone alto), Heinz Schröter (saxophone ténor), Jens Glevke (saxophone ténor), Manfred Schulze (saxophone baryton), Heinz Becker (trompette), Udo Reichelt (batterie), Hermann Anders (trombone), Günter Gocht (de) (trompette), Werner Bimbo Gasch (batterie), Siegfried Ziegert (basse), Joachim Kühn (piano), Bojidar Hristoff (trompette), Herbert Rössner ( trompette), Karl-Heinz Fabian (trombone), Ali Schilling (trombone), Hubert Katzenbeier (trombone), Peter Baptist (trombone), Ullrich Türkowsky (basse), Armin Baptist (piano), Horst Krüger (basse), Günter Sommer (batterie), Wolfgang Winkler (batterie), Ernst Hajek (trompette), Hans Lippold (trombone), Iri Antonov (saxophone alto), Micha Sokoloff (saxophone ténor) et le chanteur Manfred Krug. Lenz écrit la plupart des arrangements et répète à Görlitz. Le groupe donne son premier concert en janvier 1963. La première tournée est un tel succès que Lenz présente une deuxième édition de son big band en janvier 1964. Le groupe apparaît désormais plus mature et homogène et se produit dans 13 villes de la RDA. Les LPs Manfred Krug und die Modern Jazz Big Band 65 et Modern Jazz Big Band 65 produits par Amiga témoignent de cette formation unique dans l'histoire du jazz de la RDA.
En 1969, il fonde le Klaus-Lenz-Orchester, qui sera dissous un an plus tard. De lui naissent le groupe SOK et le Klaus-Lenz-Band. Avec cette formation, il enregistre le LP Klaus Lenz für Fenz.
Grâce à la fusion du Klaus-Lenz-Band avec le Modern Soul Band (de), fondé par Gerhard Laartz (de) en 1968, Lenz lance un autre projet de groupe en 1972. Le Klaus-Lenz-Modern-Soul-Big-Band est créé. Avec cette formation, il effectue des tournées en 1973 et 1974 et produit un autre LP pour Amiga. Il comprend notamment Klaus Lenz (chef d'orchestre, trompette), Mario Peters (de) (piano), Jarek Smietana (guitare), Jörg Dobbersch (basse), Dietrich Petzold (de) (violon), Dieter Erhard (batterie), Axel Glenn Müller (saxophone alto et ténor, flûte traversière), Helmut Forsthoff (de) (saxophone ténor, flûte traversière), Axel Gothe (saxophone baryton, flûte traversière), Claus-Dieter Knispel (trompette , bugle), Jochen Gleichmann (trompette), Signor Rothbart (trompette), Hermann Anders (trombone, arrangements, composition), Sieghard Schubert (trombone), Joachim Graswurm (de) (trompette, bugle), Conny Bauer (de) (trombone), Gerhard Laartz (trombone à pistons), Rainer Gäbler (saxophone alto), Caspar Hansmann (saxophone ténor), Eberhard Klunker (guitare), Eugen Hahn (guitare basse), Karl-Jürgen Rath (batterie), Uschi Brüning (chant) et Klaus Nowodworski (de) (chant).
En 1975, il fonde le Klaus-Lenz-Big-Band. Outre Lenz, Müller, Forsthoff, Knispel, Rothbart, Erhard et Dobersch, ce groupe comprend Kaspar Hansmann (flûte traversière, basse), Max Pflugbeil (trompette), Bernd Swoboda (trombone), Manfred Nytsch (trombone), Wolfgang Fiedler (piano électrique, orgue), Jürgen Heinrich (guitare) et Christian Schmidt comme chanteur. Avec cette formation, Lenz poursuit sa collaboration fructueuse avec Manfred Krug et plus tard avec Uschi Brüning. Le LP Aufbruch, sorti en 1976, est son dernier disque produit en RDA.
Après que la Stasi annule une tournée de trente dates, en 1977, Klaus Lenz profite d'un échange, ne revient pas en RDA et s'installe en République fédérale d'Allemagne. Ce n'est qu'après la chute de la RDA qu'un enregistrement en concert de cette formation voit le jour en 1977, publié par Buschfunk en 2001. Ce concert réunit sur une seule scène tous les chanteurs de jazz moderne bien connus de la RDA comme Regine Dobberschütz, Klaus Nowodworski, Angelika Mann, Uschi Brüning, Holger Biege (de), Stephan Trepte et Hansi Klemm (de).
En République fédérale d'Allemagne, Klaus Lenz produit le LP Fusion comme premier album en 1978 avec le Klaus Lenz Jazz & Rock Machine. Le groupe comprend Zbigniew Namysłowski (pl) (saxophone alto et soprano), Friedemann Graef (de) (saxophone ténor), Bernhard Mergner (de) (trompette), Eddy Hayes (bugle), Paul Gebauer (trombone), Thomas Wiedermann (de) (trombone), Johannes Rohloff (piano Fender, piano, Mini-Moog), Ralph Blaha (guitare), Hans Hartmann (basse) et Detlef Kessler (batterie). Norbert Stein (de), entre autres, joue sur le deuxième LP, Sleepless Nights (1980).
À partir de 1980, Klaus Lenz se détourne de la musique, à l'ouest il n'a pas la notoriété qu'il avait à l'est, il ne peut plus vivre de la musique qu'il veut faire, et travaille comme restaurateur de bâtiments en Rhénanie.
En 2010, il reforme un big band. Des musiciens de ses anciens groupes tels qu'Ernst-Ludwig Petrowsky, Konny Körner, Uschi Brüning et Hansi Klemm, mais aussi Jens Winther et Hugo Read (de) participent aux concerts dans cinq villes de l'ex-Allemagne de l'Est.
Klaus Lenz fut marié pendant plusieurs années à Regine Lenz (de), l'une des mannequins les plus célèbres de la RDA.

## Diskografie
Singles
- 1963: Quintett 61 (Amiga)
- 1966: Klaus Lenz Sextett: Schau her/Friedenslied (Amiga)
- 1966: Klaus Lenz Sextett: Hava Nagila (Amiga, nur B-Seite)
- 1967: Klaus Lenz Sextett: Verzeih, weil ich es bereu'/Zigeunerballade (Amiga)
- 1967: Klaus Lenz Sextett: Wenn du traurig bist/Jeder Tag mit dir (Amiga)

LPs
- 1965: Modern Jazz Big Band 65 (Amiga)
- 1965: Manfred Krug und die Modern Jazz Big Band 65 (Amiga)
- 1970: Klaus Lenz für Fenz (Amiga)
- 1974: Klaus Lenz-Modern Soul Big Band (Amiga)
- 1974: Klaus Lenz Big Band (Muza)
- 1975: Klaus Lenz Big Band (Amiga)
- 1976: Aufbruch (Amiga)
- 1977: Wiegenlied (Vinyl Records)
- 1978: Fusion (GeeBeeDee)
- 1980: Sleepless Nights (GeeBeeDee)

CDs
- 2001: Klaus Lenz Modern Soul Big Band 1977 (Buschfunk)
- 2010: Hi De Ho (Tour Highlights 2010) sechzehnzehn

## Filmographie
- 1967 : Hochzeitsnacht im Regen (de)
- 1968 : Gesicht einer Jugend
- 1969 : Schiffskälteanlagen aus der DDR
- 1969 : Käuzchenkuhle (de)
- 1969 : Mit mir nicht, Madam!
- 1970 : He, Du! (de)
- 1970 : Der rote Reiter
- 1971 : Dornröschen (de)
- 1972 : Schiffskälteanlagen aus der DDR
- 1973 : Stülpner-Legende (de) (série télévisée)
- 1974 : Nachtarbeiter – Berlin, Herbst 73